# 여천군 (왕족)
여천군 이경(驪川君 李境, 1683년 ~ 1730년)은 조선의 왕족 종실이다.

## 생애

### 일생
그는 숙종 치세 시기이자 나이 7세 시절이던 1689년 여천군(驪川君)에 책봉된 이후 경종·영조 때까지 왕족 종실 지위를 온온히 지내었지만 영조 치세 시기였던 1728년에는 갑작스레 친형 여릉군과 아울러 이인좌의 난에 연루되어 결국 전라남도 해남에 유배되었다가 끝끝내 1730년 복주 처분되었다.

## 사후
고종 임금 때인 1864년 7월에 관작 작위가 복권되었다.